# Majken Pollack
Majken Pollack, född 24 mars 1973 i Skellefteå, Västerbotten, är en svensk skådespelare och teaterregissör.
Hon är utbildad på École Jacques Lecoq i Paris. I mars 2011 debuterade hon som författare med bilderboken Emblas universum. Emblas universum har illustrerats av Sara Lundberg och boken är utgiven av Alvina förlag.

## Filmografi
- 2005 – Kommissionen (TV-serie)
- 2006 – Förortsungar